# Srednja Bela
Srednja Bela je naselje u slovenskoj Općini Preddvoru. Srednja Bela se nalazi u pokrajini Gorenjskoj i statističkoj regiji Središnjoj Sloveniji. 

## Stanovništvo
Prema popisu stanovništva iz 2002. godine naselje je imalo 267 stanovnika.